# 熊本県道109号大浦港線
熊本県道109号大浦港線（くまもとけんどう109ごう おおうらこうせん）は、熊本県天草市を通る一般県道である。

## 概要
国道324号と大浦漁港を結ぶ。変更前は天草市倉岳町浦が起点だった。

### 路線データ
- 起点：天草市有明町大浦（国道324号交点）
- 終点：天草市有明町大浦（大浦漁港付近）
- 認定日：1994年（平成6年）4月1日

## 歴史
開設当初は熊本県道109号倉岳大浦港線として開通。起点は天草市（旧天草郡）倉岳町浦、国道266号交点起点。（現在は熊本県道59号有明倉岳線の一部）

## 地理

### 通過する自治体
- 天草市

### 交差する道路
| 交差する道路 | 交差する場所 | 交差する場所 |
| ------------ | ------------ | ------------ |
| 国道324号    | 有明町大浦   | 起点         |